# Mas Veguer
El Mas Veguer és una masia de Flaçà (Gironès) inclosa a l'Inventari del Patrimoni Arquitectònic de Catalunya.

## Descripció
Inicialment era un mas de planta rectangular amb accés central i tres crugies. Després se li va afegir un altre cos que li configura l'actual forma de planta en L. L'estructura és formada per parets de pedra morterada i les façanes inicialment arrebossades amb carreus de pedra a les cantonades. La porta forana té un arc carpanell format per dovelles de pedra i una orla en el centre. Destaquem la finestra de sobre la porta principal, i una de cantonera, ambdues d'estil renaixentista amb guardapols emmotllurats. Sota la finestra cantonera hi ha una orla de caràcter religiós. La coberta és de teula a dues vessants i amb ràfecs de filera doble format per rajols plans i teula girada.

## Història
A la llinda de la finestra cantonera apareix la inscripció: 1614 Mateu Veguer Ferrer. El mas veguer també ha estat anomenat ca la Pepa i actualment can Morena. L'edifici és propietat de la família Vinyals, ja que es van emparentar amb els Veguer. L'antic camí reial de Girona a Palamós passaria just pel cantó sud del mas.